# INS Delhi (C74)
INS «Делі» (C74) (англ. INS Delhi (C74) — військовий корабель, легкий крейсер типу «Ліндер» ВМС Індії (до 1950 року — Королівський індійський флот).